# 阿部亮平 (俳優)
阿部 亮平（あべ りょうへい、1980年3月26日 - ）は、日本の俳優。愛知県知多市出身。JFCT所属。

## 人物
旭南中学卒業後、星城高校では野球部に所属し、愛知大学（法学部）では準硬式野球部に所属。第17回全日本大学9ブロック対抗準硬式野球大会で優勝した。
『WATER BOYS2』のオーディションに合格し、テレビドラマ初レギュラーを獲得。映画、テレビドラマ、Vシネマなど幅広く活動する。野球経験を生かして野球選手の役を多数演じた。
2019年からは、『WATER BOYS2』で共演した親友の山根和馬と共に『純悪』というユニットを組み、YouTube、TikTok、Instagramなどで活動中。
2019年10月19日、自身のInstagramで結婚を報告した。
2020年8月、知多市ふるさと観光大使に委嘱。

## 出演

### Vシネマ
- 実録・柳川組外伝〜死神 立川康太郎の日本侵攻作戦（2003年、タキ・コーポレーション） - 柳川組組員 役（ノンクレジット）
- 実録・柳川組 柳川次郎伝説 -完結-（2003年、タキ・コーポレーション） - 柳川組組員 役
- 実録・竹中正久の生涯 荒らぶる獅子外伝（2004年、荒ぶる獅子製作委員会） - 正和会組員 役
- 鉄 (KUROGANE) 極道・高山登久太郎の軌跡（2004年、KUROGANE制作委員会） - ヤクザ 役
- 炎と氷（2004年、ヤ・ルゼ） - 古庄修の弟分 役
- 実録・暴走族 日韓連合 小さな巨人 野山榮澤（2006年、ミュージアム） - 日韓連合特攻隊 麻生浩次 役
- マル暴 組織犯罪対策部捜査四課 通称マルボー 5（2006年、GPミュージアムソフト)
- 実録・外道の群れ 流血の鎮魂歌（2007年、イメージハウス） - 任侠盟友会 柳田組組員 金村圭 役
- 実録・暴走族 極悪 2代目（2007年、ミュージアム） - 暴走族ルート20の幹部 役
- ビジネスマン必勝講座 ヤクザに学ぶ交渉術（2007年、関西トラスト）第3話「捨て身で飛び込め!」 - R組組員 役
- 喧嘩の極意1 - 6（2008 - 2010年、GPミュージアムソフト） - 極東工業高校 ベンケイ 役
- 灼熱の闘牌録!鉄火場のシン 生き残るモノの覚悟（2014年、竹書房） - ヒデ 役
- ヒロミくん! 3 恐ろし山の亡霊番長（2014年、RIKIプロジェクト） - 蒲郡合金 役
- COLD BLOOD 三つ巴の抗争 1・2（2017年、オールインエンタテインメント） - 蜂須賀(元 林田組) 役
- 虎狼の群れ1・2（2017年、コンセプトフィルム、オールインエンタテインメント） - 黒龍会柏田組組長 鮫島 役[6]
- 若頭暗殺史 修羅の男たち（2017年、コンセプトフィルム） - 主演・山東連合会若宮組幹部 宇佐美眞 役
- 半端（2018年、オールインエンタテインメント）
- ギャングシティ 大阪黙示録 1・2（2018年、オールインエンタテインメント）　- 主演・月野拳次(バトルファミリーの頭) 役
- CONFLICT 〜最大の抗争〜 第三章・第四章（2018年、オールインエンタテインメント）
- 覇者の掟 第一章・第二章・第三章・第四章・第五章（2018年 - 2019年、オールインエンタテインメント） - 二代目山際組組長 山際幸太郎 役
- 日本極道戦争（2019年） - 神征会若頭補佐 吉永組若頭 塚田臣司 役
- キングダム 〜首領になった男〜2（2019年） -松野会若頭補佐 大倉哲夫 役
- 日本統一36（2019年） - 富田森警察署刑事 クノ 役
- ソタイ 〜組織犯罪対策部vs反社会勢力〜 1,2（2020年） - 警視庁組織犯罪対策部 遊撃課 刑事 牛島信明 役

### 映画
- TKO HIPHOP（2005年、CCC） - 伊丹繁 役
- DEATH NOTE（2006年、ワーナー・ブラザース） - 威圧感のあるクラブの客 役
- 歌謡曲だよ、人生は（2007年、アルタミラピクチャーズ） 第1話「僕は泣いちっち」 - 高校野球部のキャッチャー 役
- 俺は、君のためにこそ死ににいく（2007年、東映） - 兵士 役
- ワルボロ（2007年、東映） - 丸岡 役
- 無認可保育園 歌舞伎町ひよこ組（2007年、楽映舎） - 屋敷組組員 役
- ひゃくはち（2008年、ファントム・フィルム） - 内田修二 役
- イキガミ（2008年、TBS） - 交番勤務の警察官 役
- K-20 怪人二十面相・伝（2008年、ROBOT） - 陸軍兵士 役
- クローズZERO II（2009年、「クローズZERO II」制作委員会） - 的場闘志 役
- GOEMON（2009年、松竹） - 拷問人 役
- 谷中暮色（2009年、ENBUゼミナール、Big River Films） - 青野 役
- ランブリングハート（2010年、ネイキッド） - リリー 役
- ヒーローショー（2010年、角川） - 鬼丸 役
- 東京島（2010年、ギャガ） - ジェイソン 役
- ガチバンMAX （2010年、「ガチバンMAX」製作委員会） - 末次世紀 役
- あしたのジョー （2011年、東宝） - 稲本 役
- 冷たい熱帯魚 （2011年、日活） - 米倉正人 役
- 放課後はミステリーとともに（2011年） - 荒木田聡史 役
- うさぎドロップ（2011年、ショウゲート） - 河地大吉の同僚サトウ 役
- ポテチ（2012年、ショウゲート） - 尾崎 役
- BRAVE HEARTS 海猿（2012年、東宝）
- アウトレイジ ビヨンド（2012年、ワーナー・ブラザース） - 花菱会組員 役
- 劇場版私立バカレア高校（2012年、ショウゲート） - 東浩 役
- 任侠ヘルパー（2012年、フジテレビジョン ジェイ・ドリーム 東宝 WOWOW FNS27社） - 紺野太一 役
- ストロベリーナイト（2013年、フジテレビジョン、S・D・P、東宝、共同テレビジョン、FNS27社、光文社） - 仁勇会組員 田中 役
- ダイヤモンド（2013年、オールイン エンタテインメント）
- 009ノ1 THE END OF THE BEGINNING（2013年、「009ノ1」製作委員会・石森プロ） - スティンガー 役
- 劇場版BAD BOYS J（2013年、劇場版「BAD BOYS J」製作委員会） - 大竹雄也 役
- リュウセイ（2013年、レックスエンタープライズ） - 室田 役
- ゴーストバンド（2013年、ネスレ日本） - ヤクザ 役
- 永遠の0（2013年、「永遠の0」製作委員会） - 零戦搭乗員 役
- 土竜の唄（2014年、映画「土竜の唄」製作委員会） - 猫沢一誠の弟分 役
- るろうに剣心 京都大火編（2014年、「るろうに剣心 京都大火 / 伝説の最期」製作委員会） - 志々雄真実の手下 役
- バンクーバーの朝日（2014年、「バンクーバーの朝日」製作委員会） - エディ緑川 役
- ハッピーランディング 第5話「バッシングカップル」（2015年、テレビ朝日） - 徳山蔵人 役 [7]
- びったれ!!!（2015年、「びったれ!!!」製作委員会） - 田所秀平 役
- 民暴（2016年、オールイン　エンタテインメント） - 白石組組員 青田 役
- 女子高（2016年、映画「女子高」製作委員会） - 三田ユズル 役
- CONFLICT 〜最大の抗争〜（2016年、オールインエンタテインメント） - 四代目東仁連合メンバー ヨシキ 役
- HiGH&LOW THE MOVIE（2016年、「HiGH&LOW」製作委員会） - 左京 役
  - HiGH&LOW THE MOVIE 2 END OF SKY（2017年、「HiGH&LOW」製作委員会） - 左京 役
  - HiGH&LOW THE MOVIE 3 FINAL MISSION（2017年、「HiGH&LOW」製作委員会） - 左京 役
- SCOOP!（2016年、東宝） - べーちゃん 役
- 金メダル男（2016年、「金メダル男」製作委員会） - チンピラ 役
- スレイブメン（2017年、「スレイブメン」製作委員会） - 貴龍幸治 役
- GRAY ZONE（2017年、オールインエンタテインメント） - 仁道会若松組若頭 沢木茂 役
- イイネ！イイネ！イイネ！（2017年、「イイネ！イイネ！イイネ！」製作委員会） - 西嶋 役
- ユリゴゴロ（2017年、「ユリゴゴロ」製作委員会） - 塩見哲治 役
- 犬猿（2018年、「犬猿」製作委員会） - 向井 役
- ゴーストスクワッド（2018年、ワンダーヘッド） - 間瀬力 役
- ニワトリ★スター（2018年、GUM） - 爬部井学 役
  - ニワトリ☆フェニックス（2022年春） - 爬部井学 役
- 居眠り磐音（2019年、映画「居眠り磐音」製作委員会） - 黒岩十三郎 役
- JKエレジー（2019年8月9日、16bit.） - 横山 役
- 罪の声（2020年10月30日、東宝） - 生島秀樹 役
- 無頼（2020年12月12日、チッチオフィルム） - サカタ
- バイプレイヤーズ 〜もしも100人の名脇役が映画を作ったら〜（2021年4月9日、東宝） - 阿部亮平 役[8][9]
- 18歳のおとなたち（2023年12月2日、レイワジャパン）[10]
- 僕らは人生で一回だけ魔法が使える（2025年2月21日、ポニーキャニオン） - カズオ 役[11]

### テレビドラマ
- 金曜エンタテイメント 完全再現！北朝鮮拉致…25年目の真実 消えた大スクープの謎!!（2003年9月12日、フジテレビ）
- WATER BOYS2（2004年7月 - 9月、フジテレビ） - 魚屋三兄弟長男 鯛造 役
- ホーリーランド（2005年4月 - 6月、テレビ東京） - セタショーの不良 役（準レギュラー）
- 水曜ミステリー9（テレビ東京）
  - 新米事件記者・三咲1（2005年5月11日） - ストリートギャング 役
  - 松本清張没後20年特別企画 事故〜黒い画集〜（2012年12月12日） - 小野田 剛 役
  - 嫌われ監察官 音無一六2〜警察内部調査の鬼〜（2014年11月5日） - 木嶋優一 役
  - 小杉健治サスペンス・保身（2015年7月1日） - 下条誠司 役
- アストロ球団（2005年、テレビ朝日） - 初代 上野球二 役
- 海猿 UMIZARU EVOLUTION 第7話（2005年8月16日、フジテレビ）
- 金曜エンタテイメント 紫綬褒章受章記念ドラマSP ずっと逢いたかった（2005年9月30日、フジテレビ）
- Ns'あおい 第1話（2006年1月10日、フジテレビ）
- 白夜行 第4話 （2006年2月2日、TBS） - 榎本宏の子分 役
- 土曜ワイド劇場 ユニット（2006年2月11日、テレビ朝日） - 船田広志 役
- 世にも奇妙な物語（フジテレビ）
  - 世にも奇妙な物語 15周年の特別編 アバンストーリー「彼もまた」（2006年3月28日） - 隊員2 役
  - 世にも奇妙な物語 '09春の特別編 「爆弾男のスイッチ」（2009年3月30日） - 田中 役
  - 世にも奇妙な物語 '23秋の特別編「トランジスタ技術の圧縮」（2023年11月11日） - 坂田成美 役[12]
- マイ☆ボス マイ☆ヒーロー 第1話・第6話・最終回 （2006年7月8日・8月12日・9月16日、日本テレビ） - 鳥兜マコト（3年D組の坊主頭の生徒）役
- セーラー服と機関銃 第6話・最終話 （2006年11月17日・24日、TBS） - 浜口組組員 役
- 相棒（テレビ朝日）
  - season5 第10話 「名探偵登場」（2006年12月13日） - 正野勇樹 役
  - season9 第5話（2010年11月24日） - 黒田猛 役/鯨岡学 役
  - season21 第20話「13〜死者の身代金」（2023年3月8日）、第21話「13〜隠された真実」（2023年3月15日） -真野寛晃 役
- 三日遅れのハッピーニューイヤー!（2007年1月3日、TBS） - 花火職人 役
- 火曜ドラマゴールド 潜入刑事らんぼう2（2007年2月6日、日本テレビ） - チンピラ（恵美の情夫）役
- 仮面ライダーシリーズ（テレビ朝日）
  - 仮面ライダー電王 第3話・第4話 （2007年2月11日・18日） - 大井 役
  - 仮面ライダーゼロワン 第26話・第27話（2020年3月8日・15日） - 穂村武志 役
  - 仮面ライダーガヴ 第3話（2024年9月15日） - 筋元弥彦 役
- 喰いタン2（2007年4月 - 6月、日本テレビ） - 深海刑事 役
- セクシーボイスアンドロボ 最終回（2007年6月19日、日本テレビ） - 厳つい男 役
- ドリーム☆アゲイン 第1話（2007年10月13日、日本テレビ） - ジャイアンツの選手 役
- 有閑倶楽部 第2話（2007年10月23日、日本テレビ） - 暴走族のリーダー 役
- 交渉人〜THE NEGOTIATOR〜（2008年1月 - 2月、テレビ朝日） - SIT蓮見班捜査員 谷部 役
- フルスイング 第3話（2008年2月2日、NHK） - 西筑紫学園高校野球部キャッチャー 役
- 土曜ワイド劇場 警視庁電話指導官〜深川真理子の事件簿（2008年6月7日、テレビ朝日） - 冒頭部での強盗犯 役
- ROOKIES 第7話 - 第11話（2008年6月14日 - 7月26日、TBS） - 河埜拓哉 役
- 正義の味方 第9話（2008年9月3日、日本テレビ） - ラーメン屋店主 役
- シバトラ 最終話（2008年9月16日、フジテレビ） - 恐喝犯 役
- スクラップ・ティーチャー〜教師再生〜 第7話（2008年11月22日、日本テレビ） - 暴走族のリーダー 役
- 交渉人スペシャル（2009年2月28日、テレビ朝日） - 谷部 役
- 連続テレビ小説（NHK）
  - つばさ（2009年） - 斎藤の部下・奥富 役
  - らんまん 第45回 - 第55回・第72回 - 第73回（2023年6月2日 - 16日・7月11日 - 12日） - 前田孝二郎 役
- MR.BRAIN 第1話（2009年5月23日、TBS） - ヤクザ 役
- オトメン（乙男） 第1話・第2話 （2009年8月1日・8日、フジテレビ） - 金原学園高校生徒タツヤ 役
- 救命病棟24時 第4シリーズ Episode Final（2009年9月22日、フジテレビ） - 廣田健太 役
- 特上カバチ!! 第5話（2010年2月14日、TBS） - 吸血金融社員 役
- 東京リトル・ラブ（2010年5月 - 9月、フジテレビ） - 河合純一 役
- 明日の光をつかめ 第23話・第24話（2010年8月4日・5日、東海テレビ） - 三上 役
- うぬぼれ刑事 最終話（2010年9月17日、TBS） - 長井 進 役
- 黄金の豚 第1話（2010年10月20日、日本テレビ） - 社会福祉庁長官の息子 役
- 心の糸（2010年11月27日、NHK） - チンピラ 役
- さよなら、アルマ（2010年12月18日、NHK） - 久賀沢 輝義 役
- スクール!! 第1話（2011年1月16日、フジテレビ） - 森田 役
- CONTROL〜犯罪心理捜査〜 第10話・第11話（2011年3月15日・22日、フジテレビ） - 黒岩健二 役
- 新選組血風録（2011年4月 - 6月、NHK） - 永倉新八 役
- 最後の晩餐第0章「刑事・遠野一行の災難」（2011年5月14日、テレビ朝日） - 犯人 武藤 守 役
- 幸せになろうよ 第5話 - 第8話（2011年5月16日 - 6月6日、フジテレビ） - 小嶋雄介 役
- ろくでなしBLUES（2011年7月 - 9月、日本テレビ） - 輪島倍達 役
- パンドラIII 革命前夜（2011年10月 - 11月、WOWOW） - 新川啓吾刑事 役
- エンドロール〜伝説の父〜（2012年3月18日、WOWOW） - マグナム馬野 役
- Friend-Ship Project〜タクのタクシー〜（2012年3月31日、テレビ東京） - 怪しい客Cまたは怪しい客の子分 役
- クロヒョウ2 龍が如く 阿修羅編（2012年4月 - 6月、毎日放送） - 秋田靖人 役
- 私立バカレア高校（2012年4月 - 6月、日本テレビ） - 東浩 役
- ヤアになる日〜鳥羽・答志島パラダイス〜（2012年9月30日、NHK BSプレミアム） - 濱本 彰 役 [13]
- シュガーレス 第6話・第7話（2012年11月7日・14日、日本テレビ） - 唐戸 役
- 匿名探偵 第5話（2012年11月9日、テレビ朝日） - 中谷吉克 役
- ヒロシマ 復興を夢みた男たち（2013年3月16日、NHK） - 岩本 役
- 最悪の卒業式（2013年3月23日、日本テレビ） - ヒデくん 役
- めしばな刑事タチバナ 第5話（2013年5月8日、テレビ東京） - 岩瀬修二 役
- 確証〜警視庁捜査3課 第5話・第6話（2013年5月13日・20日、TBS） - 庄司雅志 役
- 潜入探偵トカゲ 第8話（2013年6月6日、TBS） - 城山 聡 役
- 大河ドラマ（NHK）
  - 八重の桜 第37回 - 第48回（2013年9月15日 - 12月1日） - 海老名喜三郎 役
  - 花燃ゆ 第1回 - 第31回（2015年1月4日 - 8月2日） - 赤禰武人 役
  - べらぼう〜蔦重栄華乃夢噺〜 第1回 - （2025年1月4日 - ） - 八五郎 役[14]
- 独身貴族 第4話（2013年10月31日、フジテレビ） - 小野寺秀作の秘書 役
- クロコーチ 第5話 - 第8話（2013年11月8日 - 29日、TBS） - 杉隆太郎 役
- 刑事吉永誠一 涙の事件簿 第6話（2013年11月15日、テレビ東京） - 堺 拓次 役
- オリンピックの身代金〜1964年・夏〜 第2夜（2013年12月1日、テレビ朝日） - キンの仲間 役
- 松本清張ドラマスペシャル 三億円事件（2014年1月18日、テレビ朝日） - ハルキ 役
- 天誅〜闇の仕置人〜 第2話（2014年1月31日、フジテレビ） - 馬場零治 役
- 戦力外捜査官 第5話（2014年2月8日、日本テレビ） - 唐沢正明 役
- 土曜プレミアム 星新一ミステリーSP「七人の犯罪者」（2014年2月15日、フジテレビ） - 荒事 役
- 山田太一ドラマスペシャル 時は立ちどまらない（2014年2月22日、テレビ朝日） - 浜口光彦の先輩 役
- 福家警部補の挨拶 最終話（2014年3月25日、フジテレビ） - 矢崎良太郎 役
- 極悪がんぼ 第2話（2014年4月21日、フジテレビ） - リサイクル パチモン屋店長 役
- 金曜プレステージ 警視庁総務部縁結び課 桜井はなの事件ファイル（2014年5月16日、フジテレビ） - 加藤刑事 役
- トクボウ 警察庁特殊防犯課 第8・9話・12話・13話（2014年5月22日・29日・6月19日・26日、読売テレビ） - 黒川大樹 役
- HERO 第4話（2014年8月4日、フジテレビ） - 飛田丞治 役
- GTO 第9話・第10話（2014年9月2日・9日、関西テレビ） - 瀧澤茂 役
- ドラマW 罪人の嘘 第2話・第3話（2014年9月7日・14日、WOWOW） - 蛭田和紀 役
- 東京にオリンピックを呼んだ男（2014年10月11日、フジテレビ） - エリック坂部 役
- 黒服物語 第5話（2014年11月21日、テレビ朝日） - 沢田透一郎 役
- びったれ!!! 第2話 （2015年1月21日、テレビ神奈川） - 田所秀平常務 役
- 永遠の0 第1夜（2015年2月11日、テレビ東京） - 零戦搭乗員　遠藤一飛曹　役
- 婚活刑事 第8話（2015年8月20日、読売テレビ） - 権堂翔太 役
- 刑事7人 第8話（2015年9月2日、テレビ朝日） - 浅野圭一 役
- HiGH&LOW〜THE STORY OF S.W.O.R.D.〜（2015年10月22日 - 、日本テレビ） - 左京 役
- 農業女子はらぺ娘（2015年12月16日、NHK BSプレミアム） - 奥田亮平 役
- 猫侍 玉之丞 江戸へ行く（2016年2月19日、テレビ神奈川） - 鉄三 役
- きんぴか 第4話・第5話（2016年3月5日・12日、WOWOW） - 川口プロデューサー 役
- 金曜プレミアム 松本清張スペシャル 一年半待て（2016年4月15日、フジテレビ） - 熊坂秘書 役
- ナイトヒーロー NAOTO 第1話（2016年4月16日、テレビ東京） - 純一 役
- HiGH&LOW〜THE STORY OF S.W.O.R.D.〜 Season 2（2016年4月17日 - 、日本テレビ） - 左京 役
- 月曜名作劇場 ミステリー作家・朝比奈耕作シリーズ「花咲村の惨劇」（2016年6月6日、TBS） - 花柳二由樹 役
- 月曜名作劇場「女取調官4」（2016年7月25日、TBS） - 井出正成 役
- キャバすか学園（2016年10月30日 - 2017年1月15日、日本テレビ） - 中野 役
- コールドケース 〜真実の扉〜 第4話（2016年11月12日、WOWOW） - 乾和夫 役
- 君に捧げるエンブレム（2017年1月3日、フジテレビ） - 鷲見正朗 役
- 月曜名作劇場 森村誠一サスペンス 魔性の群像　刑事・森崎慎平4（2017年3月13日、TBS） - 花園栄治 役
- スリル! 赤の章（2017年3月15日、NHK総合） - 木島博 役
- 月曜名作劇場 西村京太郎サスペンス 新・十津川警部シリーズ2 『伊香保温泉殺人事件』（2017年4月3日、TBS） - 高沢明 役
- 貴族探偵 第1話（2017年4月17日、フジテレビ） - 横井大志 役
- 母になる 第5話（2017年5月10日、日本テレビ） - 准 役
- クロスロード〜声なきに聞き形なきに見よ〜 第4話〜第6話（2017年6月18日〜7月2日、NHK-BSプレミアム） - 阿部浩一 役
- 絶対、大丈夫（2017年6月25日、WOWOWライブ） - 舞台監督 役
- 1942年のプレイボール（2017年8月12日、NHK総合） - 苅田久徳 役
- プリズンホテル 第4話（2017年10月28日、BSジャパン） - 北大路大介 役
- 刑事ゆがみ 最終話（2017年12月14日、フジテレビ）
- アンナチュラル 第4話（2018年2月2日、TBS） - 木村店長 役
- 月曜名作劇場 内田康夫サスペンス 新・浅見光彦シリーズ「後鳥羽伝説殺人事件」（2018年2月26日、TBS） - 木藤孝一 役
- ゼロ 一獲千金ゲーム 第1話（2018年7月15日、日本テレビ）
- 今日から俺は!! 第2話（2018年10月21日、日本テレビ） - 岸本 役
- ゾンビが来たから人生見つめ直した件（2019年1月 - 3月、NHK総合) - 謎のピザ屋 役
- グッドワイフ 第3話（2019年1月27日、TBS） - 島田行彦 役
- トレース 科捜研法医研究員の追想 第8話（2019年2月25日、フジテレビ） - 益山優太 役
- パーフェクトワールド（2019年4月 - 、関西テレビ） - 俊矢 役
- 警視庁ゼロ係〜生活安全課なんでも相談室〜 S.4 第1話（2019年7月19日、テレビ東京） - 藤岡聡 役
- リーガル・ハート 〜いのちの再建弁護士〜 第2話（2019年7月29日、テレビ東京） - 千葉 役
- ポイズンドーター・ホーリーマザー 第5話（2019年8月3日、WOWOW） - 蛯名 役
- 刑事7人 第7話（2019年8月28日、テレビ朝日） - 尾中勝也 役
- 特命刑事 カクホの女2 第4話（2019年11月15日、テレビ東京） - 三井大輔 役
- 駐在刑事 Season2 第3話「90分で人質を救出せよ!!」（2020年2月7日、テレビ東京） - 番場竜二 役
- 絶対零度〜未然犯罪潜入捜査〜 Season4 第7話（2020年2月17日、フジテレビ） - 辰巳勇吾 役
- 微笑む人（2020年3月1日、テレビ朝日） - 梶原敬二郎 役
- バイプレイヤーズ〜名脇役の森の100日間〜 第3話（2021年1月23日、テレビ東京） - 阿部亮平（本人役） 役
- コントが始まる 第7話・第9話（2021年5月29日・6月12日、日本テレビ） - 安住社長 役
- 月曜プレミア8（テレビ東京）
  - 再雇用警察官2（2021年6月28日） - 三上聖 役
  - 内田康夫サスペンス 浅見光彦 軽井沢殺人事件（2022年2月28日） - 桃木敬一郎 役
- ハコヅメ〜たたかう!交番女子〜 第8話（2021年9月8日、日本テレビ） - 小森太郎（コウモリ） 役
- 漂着者 第8話（2021年9月17日、テレビ朝日） - 関川進 役
- 科捜研の女 Season21 第4話（2021年11月11日、テレビ朝日） - 亀井淳平 役
- 正月時代劇 幕末相棒伝（2022年1月3日、NHK総合・NHK BS4K） - 近藤勇 役[15]
- ミステリと言う勿れ（2022年1月10日 - 3月28日、フジテレビ） - 犬堂乙矢 役
- まったり!赤胴鈴之助（2022年1月15日、テレビ東京） - 鬼木田 役
- だれかに話したくなる山本周五郎日替わりドラマ2 第4回・第5回・第7回（2022年2月9日・10日・15日、NHK BSプレミアム） - 村越曹次（4・5）、沼田軍十郎（7） 役
- 全っっっっっ然知らない街を歩いてみたものの Season2 第1話（2022年3月7日、フジテレビ）[16]
- 遺留捜査 第7シリーズ 第1話・第2話（2022年7月14日・21日、テレビ朝日） - 吉原弘樹 役
- 新・信長公記〜クラスメイトは戦国武将〜（2022年7月24日 - 9月25日、読売テレビ・日本テレビ） - 本多忠勝 役[17]
- 天使の耳〜交通警察の夜（2023年3月20日、NHK BS4K） - 太田吉男 役
- ドラフトキング 第8話 - 最終話（2023年5月27日 - 6月10日、WOWOW） - 仲眞耕三 役[18]
- 合理的にあり得ない 〜探偵・上水流涼子の解明〜 第8話 - 最終話（2023年6月5日 - 26日、関西テレビ・フジテレビ） - 氷川玲児 / 山田隆史 役[19]
- THE MYSTERY DAY〜有名人連続失踪事件の謎を追え〜（2023年10月7日、日本テレビ） - オサム 役[20]
- ギークス〜警察署の変人たち〜（2024年7月4日 - 9月19日、フジテレビ） - 大道高志 役[21][22]
- 海に眠るダイヤモンド（2024年10月20日 - 12月22日、TBS） - 炭鉱員・金太 役[23]
- 浅草ラスボスおばあちゃん（2025年7月5日 - 、東海テレビ・フジテレビ） - 上原優次 役[24]
- 最後の鑑定人（2025年7月9日 - 、フジテレビ） - 三浦耕太郎 役[25]
- DOPE 麻薬取締部特捜課 第6話・第7話（2025年8月8日・15日、TBS） - 窪靖彦 役[26]

### テレビ番組
- コレってアリですか?（2011年7月26日、日本テレビ）再現VTR
- くりぃむクイズ ミラクル9 3時間スペシャル（2014年6月18日、テレビ朝日）
- 土曜スタジオパーク（2015年4月25日、NHK総合）
- Let's天才てれびくん（2015年6月8日 - 6月10日、NHK・Eテレ） - 赤禰武人 役（『花燃ゆ』とのコラボ）
- くりぃむクイズ ミラクル9 （2015年6月10日、テレビ朝日）
- FNS27時間テレビ 番組対抗 スカッとジャパン国民投票フェス 第1部（2016年7月23日、フジテレビ）
- 謎解きLIVE『CATSと蘇ったモリアーティ』（2017年7月8日、NHK・BSプレミアム） - 岩倉健之助 役
- 明治維新150年スペシャル「決戦！鳥羽伏見の戦い　日本の未来を決めた7日間」（2017年12月30日、NHK・BSプレミアム） - 西郷吉之助 役
- 逆転人生（2020年10月12日） - 石田順裕 役 (再現ドラマ)

### ウェブテレビ
- 新春オールスター麻雀大会2020（2020年1月2日 - 3日、AbemaTV）[27]※テレビ朝日でも一部放送

### CM
- 日清食品 日清カップヌードル アニバーサリー / 200億種類のおいしさ（2003年）
- グリコ アイスの実 真夏のジューシー 篇（2005年）
- スカイパーフェクト・コミュニケーションズ スカパー!プロ野球 / 開幕スーパープレー（2005年）
- 任天堂 だれでもアソビ大全（2005年）
- キリンビール キリンのどごし〈生〉 年末感謝篇（2005年） - 魚屋 役
- 公明党 2007年参議院選挙 - 大工 役
- アサヒビール スーパードライ（2008年） - サラリーマン 役
- JT Roots アロマインパクト（2011年） - 左官工のマサ 役
- ネクスト　HOME'S　落書き篇（2015年）

### 舞台
- 『むかでのえさ』「ノーネーム」（2005年、演出：工藤伸一）
- 歌謡バラエティーショーあべ一座旗揚げ公演『あべ上がりの夜空に』（2009年、構成・演出：宮藤官九郎）
- 戦国時代活劇『HiGH&LOW THE 戦国』（2024年、演出：THE GENESIS）[28]
- 朗読劇「また、桜の国で」（2025年）[29]

### PV
- フレンチ・キス「ずっと 前から」（ドラマパート） - タケシ 役（2010年）
- キミカズ「気分は爽快」（2012年）
- AK-69「Flying B」（2016年）

### ネット配信
- 熱血硬派くにおくん 第8話（2013年11月1日、NOTTV） - 前沢 役
- THE LAST COP Another Story of The movie 第2話（2017年5月1日、hulu） - 川畑丈一 役
- 逃亡料理人ワタナベ 第3話・第4話（2019年4月、ひかりTV） - 浜慎一郎 役
- すじぼり（2019年6月 - 、U-NEXT） - 北条 役
- 山田クソ男の3本ノック（2024年3月20日、FOD） - 権田原武史 役[30]
- トクリュウ -闇バイトの罠-（2025年5月17日、BUMP） - ライガー 役[31]